# Тимофеево (Кубенский сельсовет)
Тимофеево — деревня в Вологодском районе Вологодской области.
Входит в состав Кубенского сельского поселения, с точки зрения административно-территориального деления — в Кубенский сельсовет.
Расстояние по автодороге до районного центра Вологды — 33,5 км, до центра муниципального образования Кубенского — 3,5 км. Ближайшие населённые пункты — Шушково, Кашкалино, Вецкое, Буяново, Легкое, Ермолино, Щипино, Ирхино, Подолино, Крюково, Кулешево, Манино.
По данным переписи в 2002 году постоянного населения не было.